# Somdiha
Somdiha (nep. सोम्दिहा) – gaun wikas samiti w zachodniej części Nepalu w strefie Lumbini w dystrykcie Kapilvastu. Według nepalskiego spisu powszechnego z 2001 roku liczył on 722 gospodarstw domowych i 5019 mieszkańców (2436 kobiet i 2583 mężczyzn).